# ذبح آیزاک (بازی ویدئویی)
ذبح آیزاک (انگلیسی: The Binding of Isaac) یک بازی ویدئویی روگ‌لایک است که توسط توسعه دهندگان مستقل ادموند مک‌میلن و فلوریان هیمسل طراحی شده‌است. در سال ۲۰۱۱ برای مایکروسافت ویندوز منتشر شد، سپس به مک‌اواس و لینوکس عرضه شد. عنوان و داستان بازی از داستانی از ذبح آیزاک الهام گرفته شده‌است. در این بازی، مادر آیزاک پیامی از خدا دریافت می‌کند که به عنوان اثبات ایمانش، جان پسرش را می‌خواهد و آیزاک از ترس جان او، به زیرزمین پر از هیولا خانه آنها فرار می‌کند، جایی که او باید برای زنده ماندن بجنگد. بازیکنان آیزاک یا یکی از هفت شخصیت قابل بازگشایی دیگر، که از بازی افسانه زلدا ساخته شده‌است، را از طریق یک سیاه چال ساخته شده کنترل می‌کند. بازیکن هیولاها را در نبردهای بلادرنگ شکست می‌دهند و در حین جمع آوری قدرت‌ها و آیتم‌های مختلف برای شکست دادن غول مرحلهٔ آخر و مادر آیزاک تلاش می‌کنند. این بازی یکی از اولین بازی های روگ‌لایک بود و این ژانر را به شهرت امروزی خود رساند.